# Високи управни суд Републике Хрватске
Високи управни суд Републике Хрватске је специјализован суд установљен за подручје Хрватске са сједиштем у Загребу.

## Организација
Управни суд Републике Хрватске је основан 1. јула 1977. као самосталан републички суд. До тада је судска контрола законитости коначних појединачних управних аката била осигурана у оквиру Управног одјељења Врховног суда Републике Хрватске. Од 1. јануара 2012, оснивањем управних судова у Загребу, Сплиту, Ријеци и Осијеку, републички Управни суд је наставио радити као Високи управни суд.
Унутар Високог управног суда Републике Хрватске постоје:
- Пензионо-инвалидско-здравствено одјељење;
- Финансијско, радноправно и имовинскоправно одјељење;
- Вијеће за оцјену законитости општих аката;
- Служба за праћење и проучавање судске праксе.

Одјељењем руководи предсједник одјељења који има свог замјеника. Свако одјељење се састоји од три до четири вијећа, а свако вијеће од троје судија. Вијеће за оцјену законитости општих аката се састоји од пет судија.

## Надлежност
Високи управни суд Републике Хрватске:
- одлучује о жалбама против пресуда управних судова и рјешења против којих је допуштена жалба;
- одлучује о законитости општих аката;
- одлучује о сукобу надлежности између управних судова;
- одлучује у другим законом прописаним случајевима.

Високи управни суд одлучује у вијећу од троје судија, осим о законитости општих аката када одлучује у вијећу од пет судија.